# Лариса Бакурова
Лариса Бакурова (кит.: 李瑞莎; піньїнь: Lǐ Ruìshā; 21 лютого 1985, Одеса) — українська акторка та модель, яка працює на Тайвані. З'явилася у тайванському серіалі І знову поцілунок та фільмі Припини ранити моє серце. У 2012 році знялася у фільмі Молоді хлопці режисера DJ Chen Yin-Jung.
У віці від 3 до 15 років Лариса Бакурова професійно займалася художньою гімнастикою та виграла кілька національних конкурсів. У 18 років виграла у конкурсі «Міс Київ». Закінчила Одеський національний економічний університет, здобувши ступінь магістра в галузі економіки. Станом на червень 2013 року Бакурова була постійною резиденткою Тайваню та розпочала процес отримання громадянства.